# Kahlgrund Verkehrs-GmbH

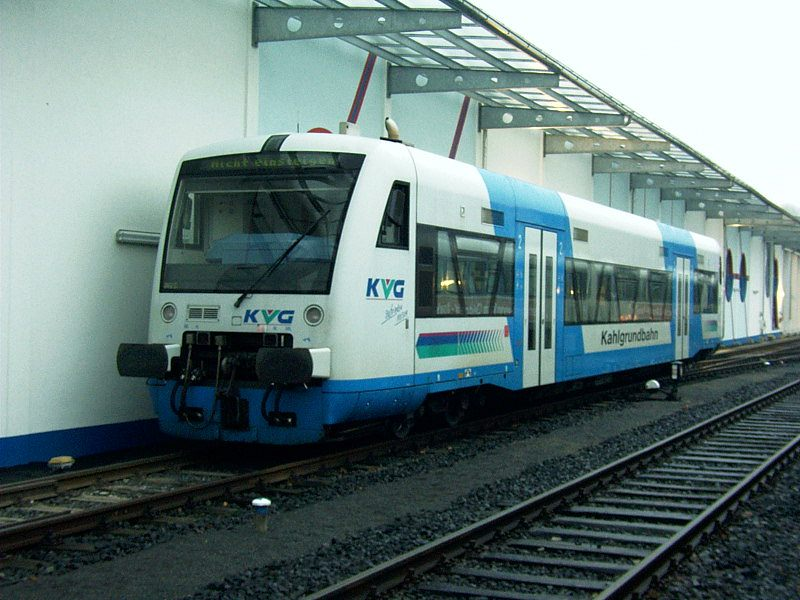
Ehemaliger Regio-Shuttle RS1 der KVG

Die Kahlgrund-Verkehrs-GmbH (KVG) ist ein Verkehrsunternehmen und hauptsächlich im Kahlgrund tätig. Es hat ihren Sitz in Schöllkrippen im bayerischen Landkreis Aschaffenburg, Regierungsbezirk Unterfranken.
Traditioneller Geschäftsschwerpunkt der KVG ist die Bahnstrecke Kahl–Schöllkrippen, eine 23,0 Kilometer lange normalspurige Nebenbahn, die von Kahl am Main in den Spessart hinein nach Schöllkrippen führt, wo sich auch der Betriebsmittelpunkt des Eisenbahn- und Omnibusverkehrs befindet.

## Geschichte

Aktie der Kahlgrund-Eisenbahn von 1898

Die Bahn wurde am 30. Oktober 1898 durch die Eisenbahn- und Industrie-Gesellschaft AG eröffnet und ging am 30. April 1904 auf die neu gegründete Kahlgrund-Eisenbahn AG über, die 1951 Konkurs anmelden musste. Die heutige KVG (gegründet am 28. Oktober 1952) übernahm den Betrieb als Auffanggesellschaft. Seit 1948 ergänzt ein rund 500 Kilometer Linien umfassendes Omnibusnetz den Schienenverkehr, dazu gehört u. a. auch der Stadtverkehr in der ehemaligen Kreisstadt Alzenau. Zum Jahresfahrplan 2005/06 erhielt die Hessische Landesbahn GmbH den Auftrag, den Personenverkehr auf der Strecke Hanau–Kahl–Schöllkrippen zu übernehmen. Inzwischen ist die KVG nur noch Eisenbahninfrastrukturunternehmen und betreibt nur noch Omnibusverkehr. Nach der verlorenen Ausschreibung wurde die Werkstatt Schöllkrippen an die 2006 gegründete Westfrankenbahn, einem Tochterunternehmen der DB AG, vermietet, die seitdem dort ihre Triebwagen wartet.
Seit dem 15. Dezember 1997 beginnen und enden fast alle Züge in Hanau Hbf. Zur gleichen Zeit wurde der Güterverkehr aufgegeben.
Zum 1. Januar 2024 übernahm die KVG zusammen mit der aus Großheubach stammenden Firma Ehrlich Touristik das Linienbündel Maintal-Südwest sowie Bachgau-Mümling mit den Linien 55, 56, 60, 68 und 78 von der Verkehrsgesellschaft Untermain.

## Linienübersicht
Mit Stand Januar 2024 werden folgende Buslinien von den KVG bedient:
| Linie  | Strecke                                                                                         | Abfahrten mo–fr (alle 60 Minuten) | Abfahrten sa (alle 2 Stunden) | Abfahrten sonn- und feiertags (alle 2 Stunden) |
| ------ | ----------------------------------------------------------------------------------------------- | --------------------------------- | ----------------------------- | ---------------------------------------------- |
| 71     | Aschaffenburg – Goldbach – Unterafferbach                                                       | xx:30                             | xx:58                         | xx:58                                          |
| 20     | Aschaffenburg – Goldbach – Hösbach – Feldkahl – Sommerkahl – Schöllkrippen                      | xx:00                             | xx:05                         | xx:05                                          |
| 211    | Aschaffenburg – Goldbach – Hösbach, Sand – Wenighösbach – Unterafferbach                        | xx:00                             | xx:58                         | xx:58                                          |
| 23     | Aschaffenburg – Goldbach – Hösbach – Mömbris – Brücken                                          | xx:35 Betrieb bis 18:35           | kein Betrieb                  | kein Betrieb                                   |
| 24     | Aschaffenburg – Steinbach – Oberafferbach – Breunsberg – Daxberg                                | xx:35 Betrieb bis 18:35           | xx:00                         | kein Betrieb                                   |
| 25     | Aschaffenburg – Johannesberg – Mömbris – Geiselbach – Schöllkrippen                             | xx:00                             | xx:05                         | xx:05                                          |
| 26     | Hemsbach – Mömbris – Rappach – Klinger – Hohl – Rückersbach – Oberafferbach                     | xx:42 Betrieb bis 18:42           | xx:08                         | kein Betrieb                                   |
| 27     | Schöllkrippen – Edelbach – Wiesen                                                               | xx:05                             | xx:00                         | xx:00                                          |
| 28     | Heigenbrücken – Heinrichsthal – Wiesen                                                          | xx:35 Betrieb bis 17:35           | xx:35                         | xx:35                                          |
| 28     | Heigenbrücken – Jakobsthal – Schöllkrippen                                                      | xx:35                             | xx:35                         | xx:35                                          |
| 29     | Krombach – Schöllkrippen                                                                        | xx:32                             | xx:40                         | xx:40                                          |
| 29 S   | Schöllkrippen – Geiselbach – Krombach – Blankenbach                                             | nur Schulbusbetrieb               | nur Schulbusbetrieb           | nur Schulbusbetrieb                            |
| 302    | Schöllkrippen – Westerngrund – Gelnhausen Wochenende nur bis Huckelheim, Schule                 | xx:57                             | xx:05                         | xx:05                                          |
| 302    | Gelnhausen – Bernbach – Somborn                                                                 | xx:35                             | kein Betrieb                  | kein Betrieb                                   |
| 313    | Aschaffenburg – Mainaschaff – Kleinostheim Waldstadt – Dettingen – Alzenau – Albstadt – Somborn | xx:39 Betrieb bis 19:39           | kein Betrieb                  | kein Betrieb                                   |
| 313    | Dettingen – Alzenau – Albstadt                                                                  | kein Betrieb                      | xx:10                         | xx:10                                          |
| 32     | Kahl – Karlstein – Alzenau                                                                      | xx:30 Betrieb bis 18:30           | xx:30 Betrieb bis 16:30       | xx:30 Betrieb bis 16:30                        |
| KEX 33 | Kahlgrundexpress Schöllkrippen – Aschaffenburg                                                  | xx:05                             | xx:05                         | kein Betrieb                                   |
| 55     | Aschaffenburg – Mömlingen – Obernburg-Elsenfeld                                                 | xx:10                             | kein Betrieb                  | kein Betrieb                                   |
| 55     | Mömlingen – Obernburg-Elsenfeld                                                                 | kein Betrieb                      | xx:26                         | xx:26                                          |
| 56     | Sulzbach – Niedernberg – Großostheim                                                            | xx:58 unregelmäßige Fahrten       | kein Betrieb                  | kein Betrieb                                   |
| 60     | Aschaffenburg – Niedernberg – Obernburg-Elsenfeld                                               | xx:15 und xx:45                   | xx:30                         | xx:30                                          |
| 68     | Mömlingen – Eisenbach – Obernburg-Elsenfeld                                                     | xx:59                             | kein Betrieb                  | kein Betrieb                                   |
| 78     | Schulverband Obernburg                                                                          | nur Schulbusbetrieb               | nur Schulbusbetrieb           | nur Schulbusbetrieb                            |

Erläuterungen:
1 Gemeinschaftslinie mit der Stadtwerke Aschaffenburg
2 mitfinanziert durch KVG Main-Kinzig; verkehrt montags-freitags nur auf dem Abschnitt Schöllkrippen–Huckelheim sowie Gelnhausen–Somborn im Stundentakt, auf dem Abschnitt Gelnhausen–Schöllkrippen unregelmäßig; verkehrt am Wochenende nur auf dem Abschnitt Schöllkrippen–Huckelheim, Linsengericht (MKK-63 AST) und Freigericht (MKK-53, sonntags als AST) erhalten Alternativangebot
3 mitfinanziert durch KVG Main-Kinzig; verkehrt auf dem Abschnitt Albstadt–Somborn montags–freitags teils unregelmäßig zur Hauptverkehrszeit, am Wochenende 4–5 Fahrten im 2-Stunden-Takt

## Eigentümerstruktur
Eigentümer sind zu 67 % die KVG Beteiligungs GmbH, zu 28 % die Deutsche Bahn AG und zu 5 % der Landkreis Aschaffenburg.
Die KVG Beteiligungs GmbH wiederum ist im Besitz der folgenden Kommunen:

37,31 % Landkreis Aschaffenburg

14,93 % Stadtwerke Aschaffenburg Verkehrs GmbH

14,93 % Stadt Alzenau

10,45 % Markt Schöllkrippen

7,46 % Markt Mömbris

7,46 % Gemeinde Kahl

7,46 % Gemeinde Karlstein

## Fuhrpark
Mit Stand April 2025 besteht der Fuhrpark der KVG aus 40 Bussen folgender Typen:
| Hersteller    | Typ                          | Anzahl |
| ------------- | ---------------------------- | ------ |
| MAN           | Lion’s City G                | 02     |
| Mercedes-Benz | O 530 Citaro                 | 01     |
| Mercedes-Benz | O 530 Citaro Ü II „Facelift“ | 06     |
| Mercedes-Benz | Citaro Ü C2                  | 01     |
| Mercedes-Benz | Sprinter Transfer 45         | 01     |
| Volkswagen    | T5                           | 01     |
| Setra         | S 415 NF                     | 06     |
| Setra         | S 415 LE business            | 11     |
| Setra         | S 417 UL                     | 02     |
| Setra         | S 418 LE business            | 05     |
| Setra         | S 431 DT-L                   | 01     |
| Setra         | S 516 HDH                    | 01     |
| Setra         | S 517 HD                     | 01     |
| Tremonia      | City Electric 75             | 01     |
| Gesamt        |                              | 40     |